# Simon Ollert
Simon Ollert (* 14. April 1997) ist ein deutscher Fußballspieler.

## Sportlicher Werdegang
Im Herbst 2012 wechselte Ollert von der JFG Ammertal zur Jugend der SpVgg Unterhaching. Sein erstes Profispiel in der 3. Liga bestritt er am 16. September 2014 gegen Arminia Bielefeld, als er in der 72. Minute von Trainer Christian Ziege eingewechselt wurde. Die SpVgg Unterhaching verlor die Begegnung mit 1:3. In seinem dritten Spiel bereitete er den Treffer zum 4:2-Endstand gegen den FC Rot-Weiß Erfurt vor.
Zum 1. Juli 2015 wechselte er zur U-19-Bundesligamannschaft des FC Ingolstadt 04. Die Saison 2016/17 spielte er in der Reservemannschaft des FCI in der Regionalliga Bayern. Die Hinrunde der Saison 2017/18 spielte er in der Regionalliga Bayern beim FC Memmingen, in der Winterpause schloss er sich dem in der Bayernliga Süd spielenden SV Pullach an.

## Besonderheit
Ollert ist von Geburt an auf beiden Ohren an Taubheit grenzend schwerhörig und trägt zwei Hörgeräte beim Fußballspielen. Er ist damit – nach Stefan Markolf für den 1. FSV Mainz 05 – der zweite hörbehinderte Fußballprofi in Deutschland.